# John Paul Getty III
John Paul Getty III (Minneapolis, 4 de novembro de 1956 - Buckinghamshire, 5 de fevereiro de 2011) foi um milionário norte-americano, o mais velho dos quatro filhos de Paul Getty Jr. e Abigail, e neto do magnata do petróleo Jean Paul Getty, que já foi o homem mais rico no mundo. Enquanto vivia em Roma em 1973, quando tinha 16 anos de idade, foi sequestrado pela 'Ndrangheta e detido por um resgate de 17 milhões de dólares. Seu avô relutou em pagar, mas, depois que sua orelha cortada foi recebida por um jornal, ele negociou um pagamento de 2,2 milhões de dólares, e Getty foi libertado cinco meses depois de ser sequestrado. Getty desenvolveu um vício em drogas e álcool logo depois, levando a uma overdose e acidente vascular cerebral que o deixou gravemente incapacitado para o resto de sua vida.

## Sequestro
Getty foi sequestrado na Piazza Farnese em Roma às 3 da manhã de 10 de julho de 1973, quando ele tinha 16 anos. De acordo com sua namorada Martine Schmidt, ele havia brincado com a ideia de ser sequestrado por pequenos criminosos quando o casal estava lutando para sobreviver, mas mudou de ideia quando os dois começaram a trabalhar como modelos para fotógrafos. Ela afirmou que "Paul não queria mais ser sequestrado, mas os sequestradores continuaram a segui-lo". Ele foi vendado, transportado e preso em uma caverna na Calabria. Os sequestradores emitiram uma nota de resgate exigindo 17 milhões de dólares (equivalente a 99 milhões em 2020 de dólares) em troca de seu retorno seguro; no entanto, a família suspeitou de um complô do adolescente rebelde para arrancar dinheiro de seu avô.
John Paul Getty Jr. pediu o dinheiro a seu pai J. Paul Getty, mas seu avô recusou, argumentando que seus outros 13 netos também poderiam se tornar alvos de sequestro se ele pagasse. Os sequestradores enviaram uma segunda demanda, mas sua chegada foi adiada por uma greve dos correios italianos. Com o passar do tempo, o tratamento de Paulo por seus captores piorou; tiraram seu rádio, mataram um pássaro que ele havia tomado como animal de estimação e começaram a jogar roleta russa contra sua cabeça.
Em novembro de 1973, um jornal diário recebeu um envelope contendo uma mecha de cabelo, uma orelha humana e uma ameaça dos sequestradores de mutilar Paul ainda mais, a menos que recebessem 3,2 milhões de dólares (equivalente a 18,7 milhões de dólares em 2020). A carta dizia: "Esta é a primeira orelha de Paulo. Se dentro de dez dias a família ainda acreditar que isso é uma piada montada por ele, então a outra orelha chegará. Em outras palavras, ele chegará em pedacinhos". A saúde de Paul começou a piorar rapidamente à medida que sua ferida infeccionou, combinada com pneumonia. Seus captores ficaram alarmados com esse declínio repentino e deram-lhe grandes doses de penicilina para tratar a infecção, o que o levou a desenvolver uma alergia ao antibiótico e afetou ainda mais sua saúde. O biógrafo de Getty, John Pearson, atribuiu seu alcoolismo posterior às grandes quantidades de conhaque que ele consumiu nos últimos meses de cativeiro para mantê-lo aquecido e anestesiar sua dor.
Depois que a orelha de Paulo foi enviada, seu avô concordou em pagar não mais que 2,2 milhões de dólares (equivalente a 12,8 milhões de dólares em 2020) - o valor máximo que era dedutível de impostos - e emprestou o restante a seu filho, que era responsável por reembolsar e somar juros de 4%. Paul foi encontrado vivo em 15 de dezembro de 1973, em um posto de gasolina de Lauria, na província de Potenza, logo após o pagamento do resgate. Por sugestão de sua mãe, ele ligou para seu avô para agradecê-lo por pagar o resgate, mas J. Paul Getty se recusou a atender o telefone.
Nove dos sequestradores foram presos, incluindo Girolamo Piromalli e Saverio Mammoliti, membros de alto escalão da 'Ndrangheta, uma organização do crime organizado na Calábria. Dois dos sequestradores foram condenados e enviados para a prisão; os outros foram absolvidos por falta de provas, incluindo os chefes da 'Ndrangheta. A maior parte do dinheiro do resgate nunca foi recuperada. Em 1977, Getty foi operado para reconstruir a orelha cortada por seus sequestradores.

## Vida e morte posteriores
Em 1974, Getty casou-se com a alemã Gisela Martine Zacher (nascida Schmidt), que estava grávida de cinco meses. Ele a conhecia e sua irmã gêmea Jutta desde antes de seu sequestro, e ele tinha 18 anos quando seu filho Balthazar nasceu em 1975. O casal se divorciou em 1993.
Getty atuou em alguns filmes europeus. Ele e sua esposa viveram por um tempo na cidade de Nova York, onde conviveram com a turma de arte de Andy Warhol.
Getty foi permanentemente afetado por seu sequestro e sofreu dependência de drogas e álcool nos anos que se seguiram. Em 1981, ele bebeu Valium, metadona e coquetel de álcool que causou insuficiência hepática e um derrame, deixando-o tetraplégico, parcialmente cego e incapaz de falar. Mais tarde, sua mãe cuidou dele, e ela processou o pai por 28 000 de dólares por mês para cobrir suas necessidades médicas. Ele nunca se recuperou totalmente e permaneceu gravemente incapacitado pelo resto de sua vida. Em 1987, entretanto, ele foi capaz de recuperar algum grau de autonomia e foi capaz de esquiar amarrado a uma estrutura de metal.
Em 1999, Getty e vários outros membros de sua família tornaram-se cidadãos da República da Irlanda em troca de investimentos de aproximadamente 1 milhão de libras cada, sob uma lei que foi revogada.
Getty morreu na propriedade de seu pai em Wormsley Park, Buckinghamshire, em 5 de fevereiro de 2011, aos 54 anos, após uma longa enfermidade. Ele estava com a saúde debilitada desde sua overdose de drogas em 1981.